# Nozdrzecka Kalwaria

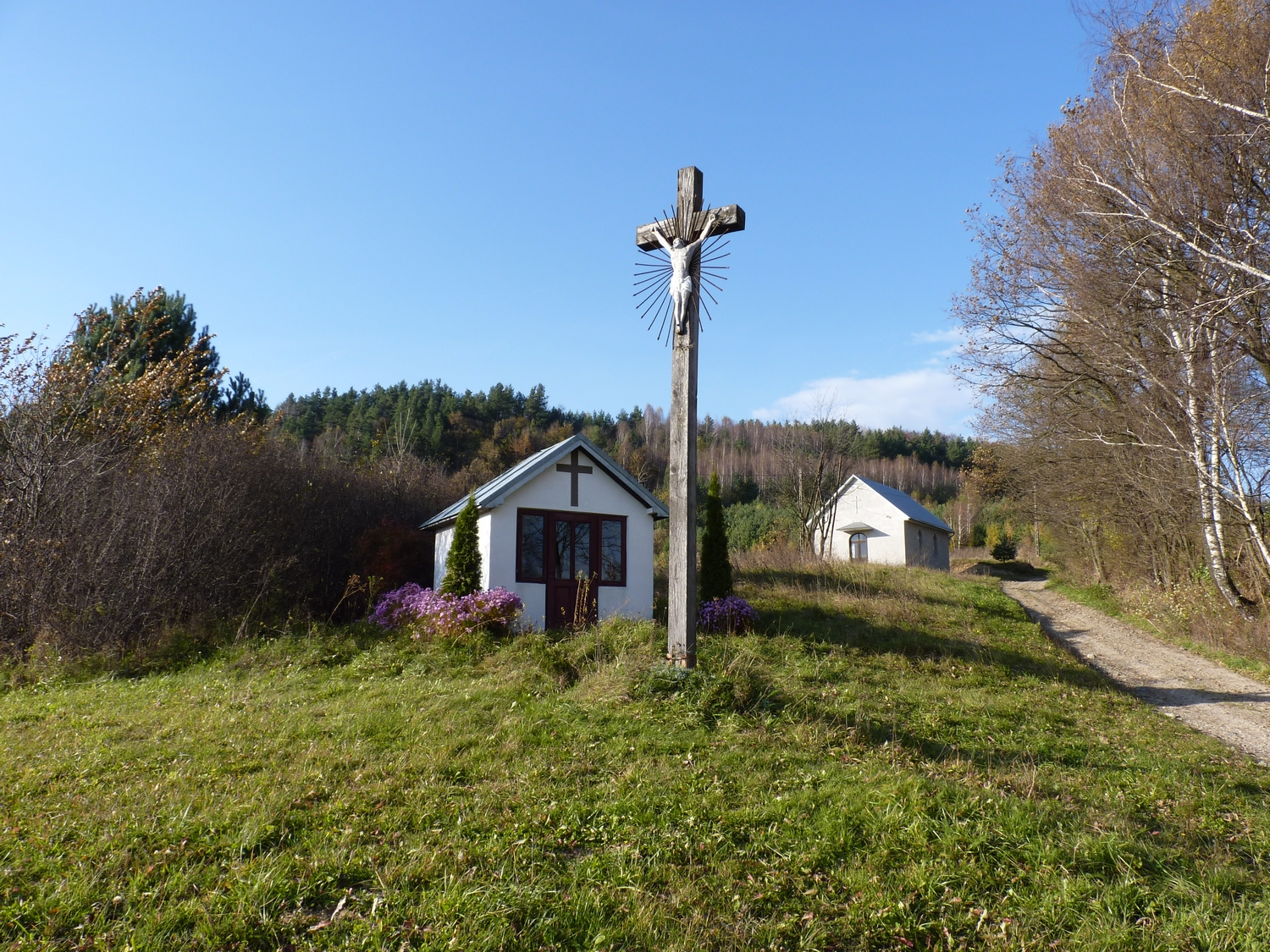
Pierwsze kaplice przy drodze na Nozdrzecką Kalwarię

Nozdrzecka Kalwaria – stacje drogi krzyżowej na wzgórzu Chełm (372 m n.p.m.) w miejscowości Nozdrzec, w powiecie brzozowskim, w województwie podkarpackim.

## Historia
W 1997 roku mieszkaniec górnego Nozdrzca, Józef Cupak, ufundował pierwszą kaplicę i wystawił ją obok krzyży postawionych kilka lat wcześniej. W latach 1998–1999 z własnych środków wybudował przy leśnej ścieżce prowadzącej na szczyt wzgórza Chełm czternaście stacji drogi krzyżowej. Są to murowane kapliczki kryte blachą z oszkloną wnęką. We wnękach znajdują się obrazy przedstawiające kolejne stacje. W następnych latach fundator dobudował kapliczki poświęcone Tajemnicom Różańca Świętego oraz rozpoczął budowę głównej kaplicy przy drodze prowadzącej na wzgórze. W trakcie budowy do tej inicjatywy przyłączyli się także mieszkańcy Nozdrzca, wspomagając finansowo oraz wkładając osobistą pracę, aby pomysł mógł być zrealizowany. Po śmierci fundatora mieszkańcy wspólnymi siłami dokończyli budowę głównej kaplicy.
W okresie Wielkanocnym w Wielki Piątek przy sprzyjającej pogodzie odbywają się tu procesje Drogi Krzyżowej.

## Galeria

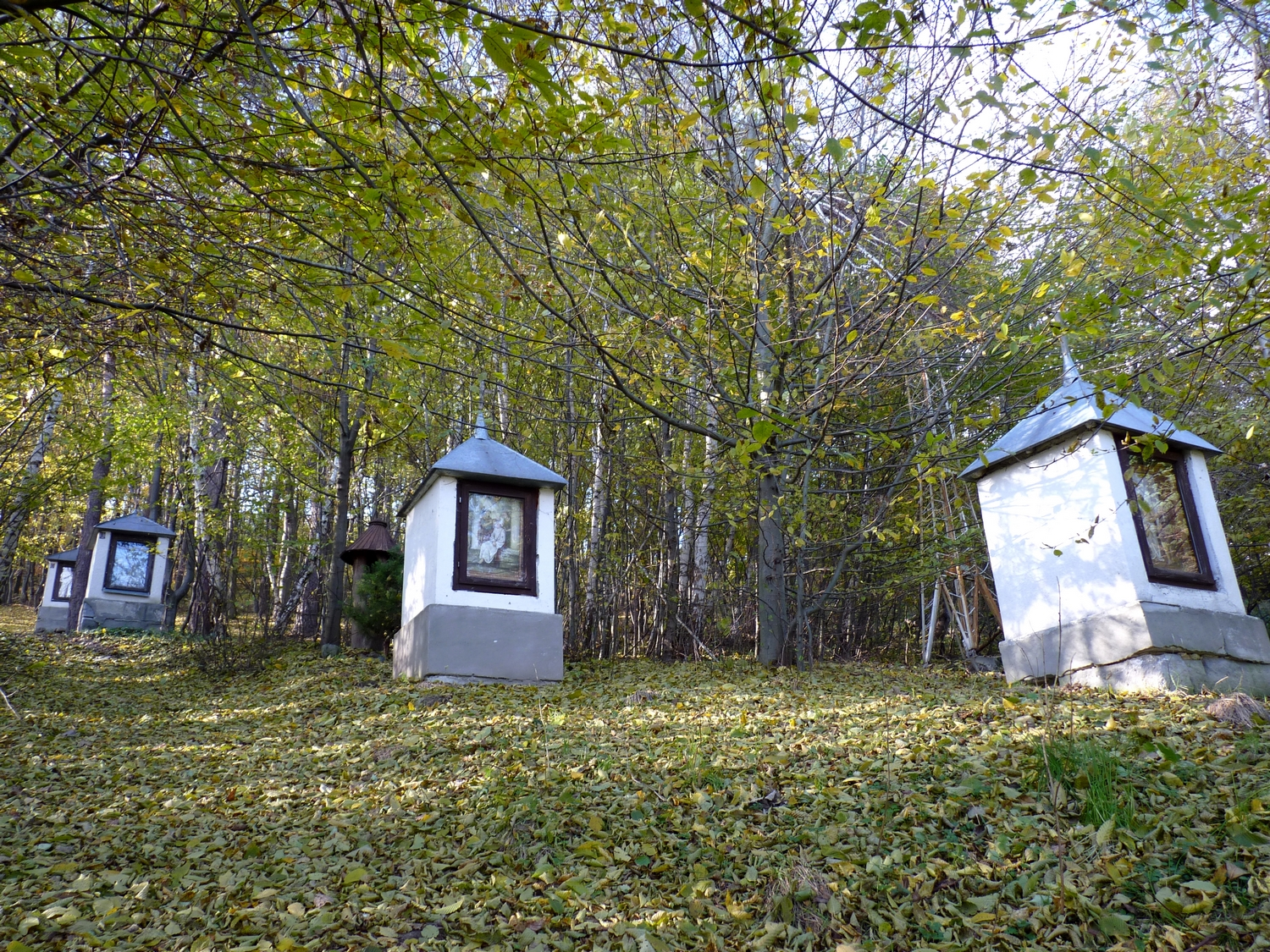
Kapliczki ze stacjami Drogi Krzyżowej
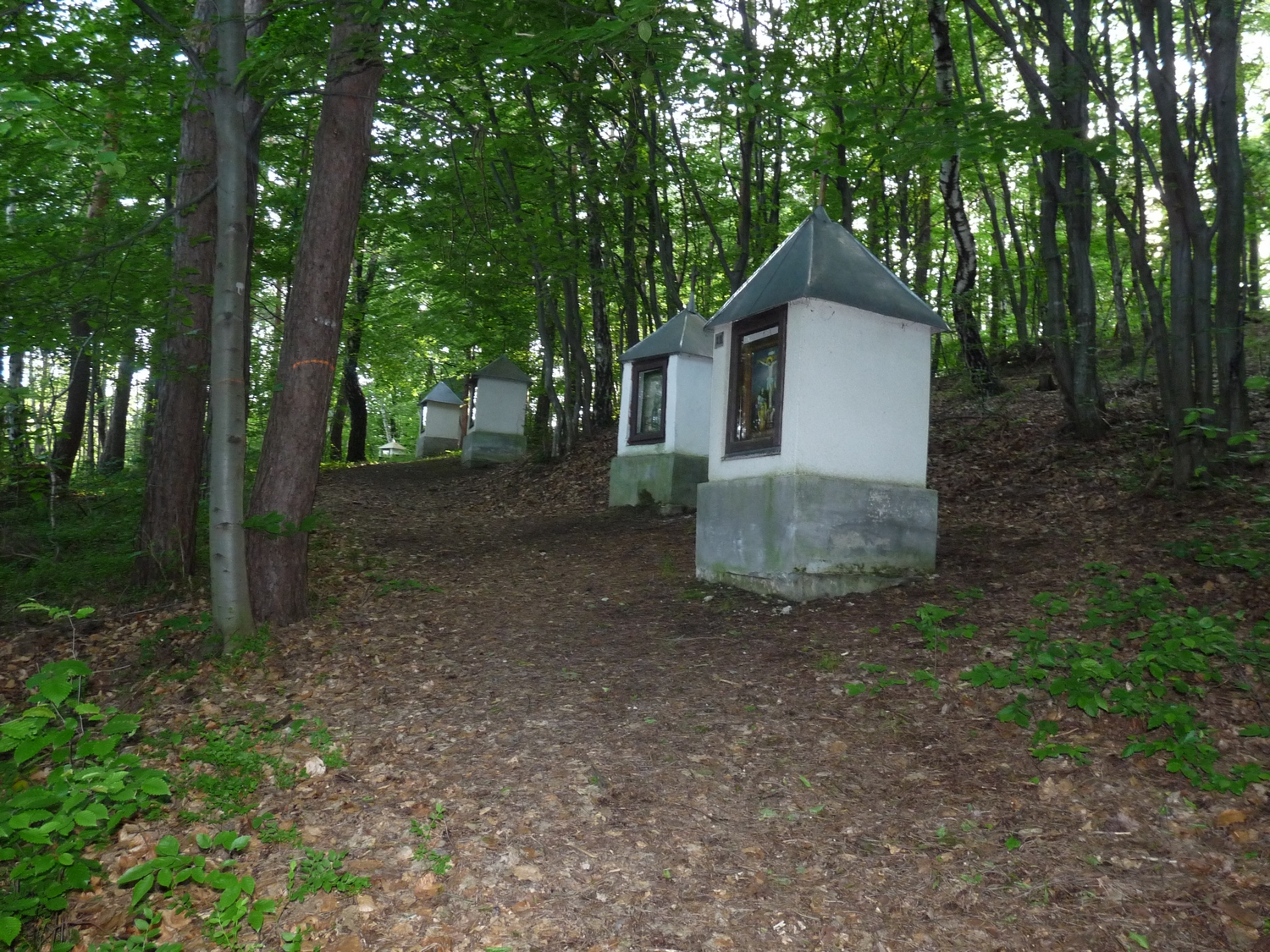
Kapliczki ze stacjami Drogi Krzyżowej
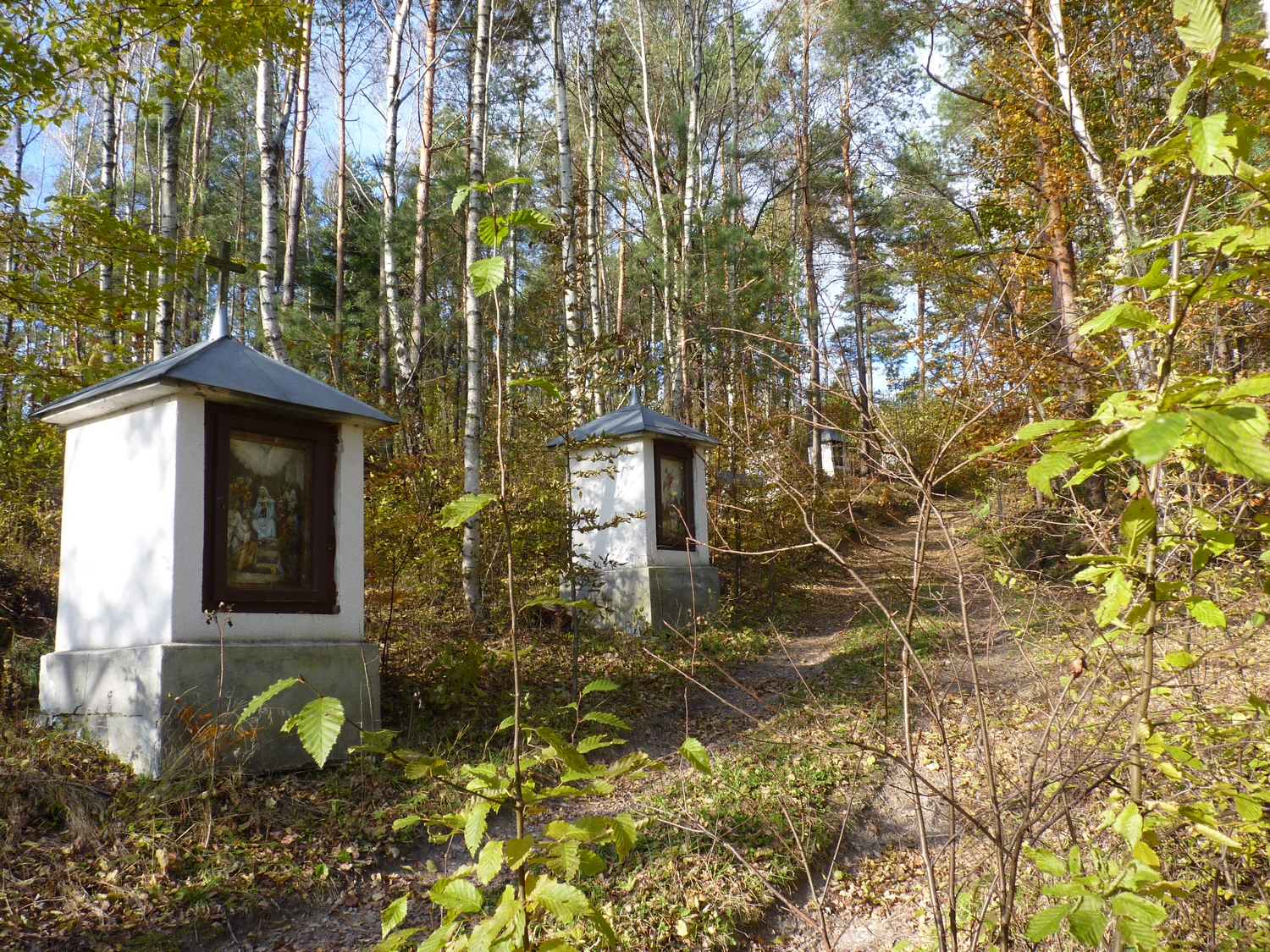
Kapliczki na dróżkach różańcowych
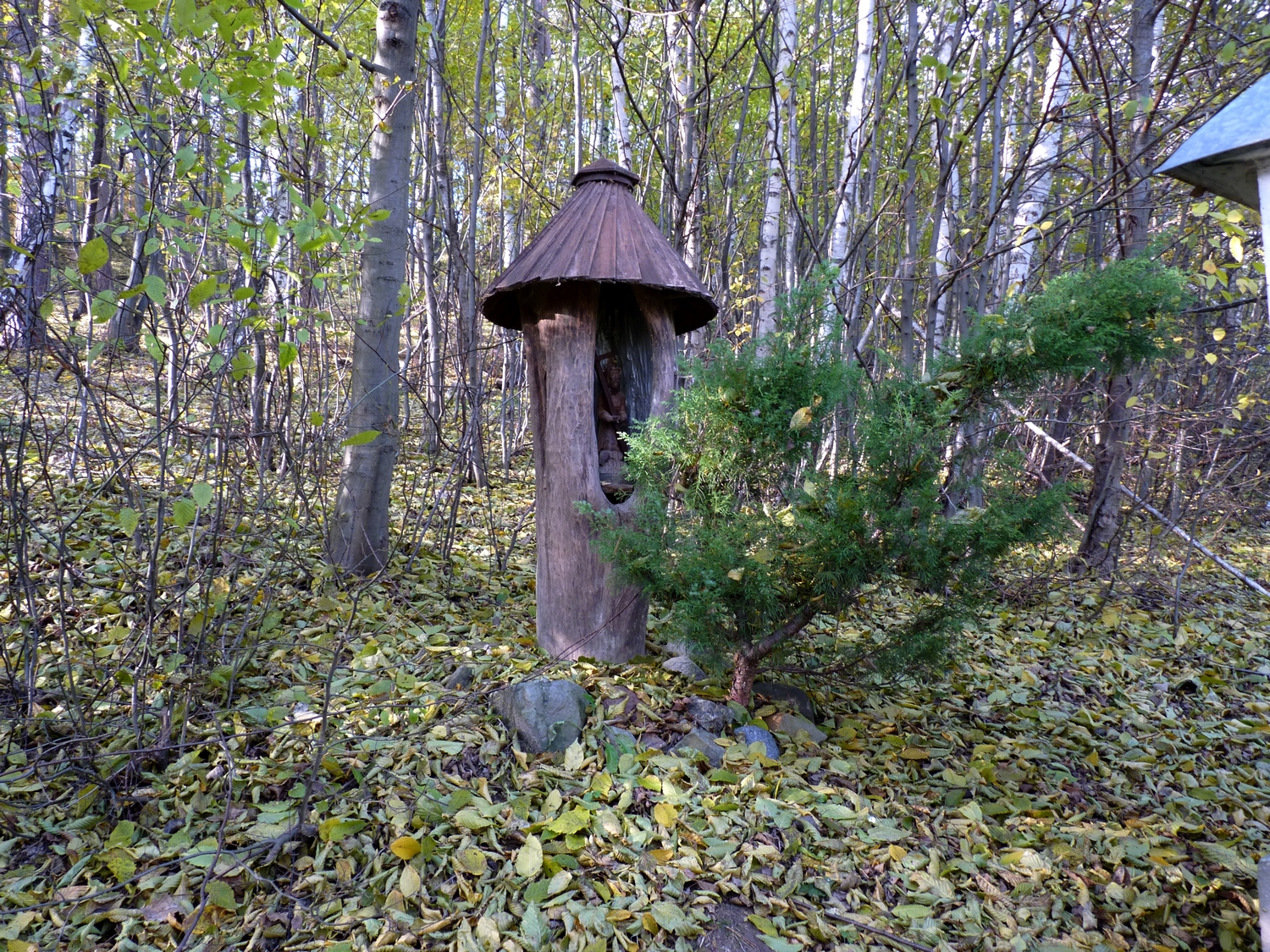
Kapliczka nozdrzeckich pszczelarzy z figurką Chrystusa Frasobliwego

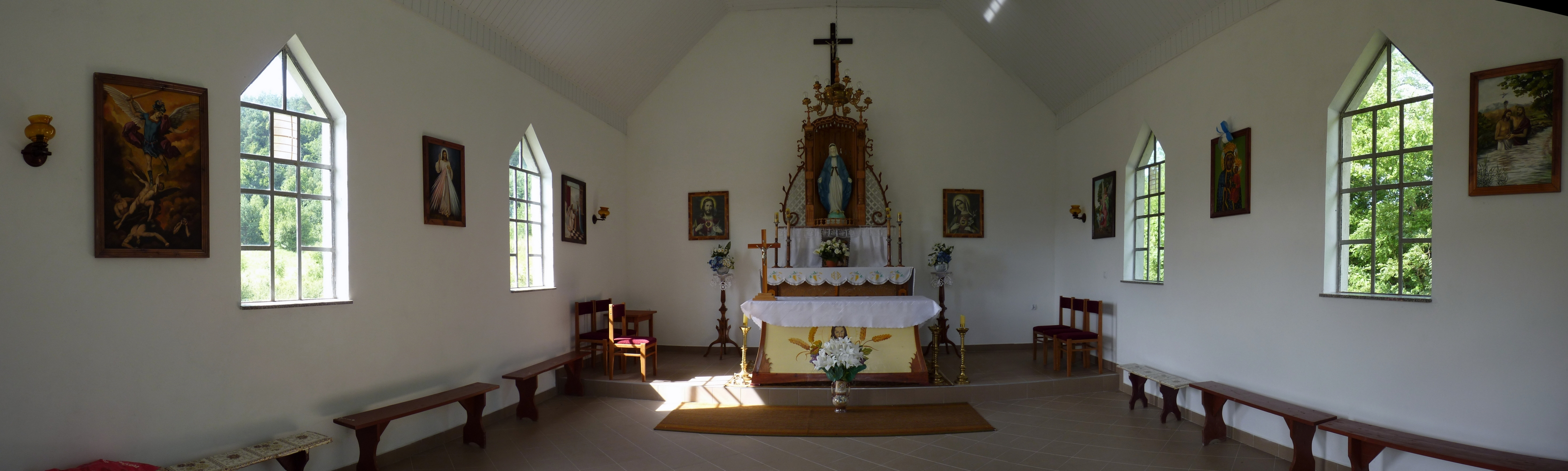
Wnętrze głównej kaplicy przy drodze na wzgórze Chełm